# 딕 밴다이크
리처드 웨인 "딕" 밴다이크(영어: Richard Wayne "Dick" Van Dyke, 1925년 12월 13일 ~ )는 미국의 배우이다.

## 학력
- 댄빌 고등학교

## 참여 작품
- 바이 바이 버디 (영화)
- 루이자의 선택
- 메리 포핀스 (영화)
- 치티치티뱅뱅 (영화)
- 딕 트레이시 (1990년 영화)
- 호기심 많은 조지 (영화)
- 박물관이 살아있다!
- 박물관이 살아있다 2
- 난 지구 반대편 나라로 가버릴테야
- 박물관이 살아있다: 비밀의 무덤
- 메리 포핀스 리턴즈 - 도스 주니어 역

### 텔레비전
- 테리툰스
- 앤디 윌리엄스
- 형사 콜롬보
- 천사 조나단
- 출동! 에어울프
- 더 골든 걸스
- 닥터 슬론
- 베커 (시트콤)
- 미녀마법사 사브리나
- 스크럽스
- 미키마우스 클럽하우스
- 헤크 패밀리

## 같이 보기
- 스컨소프 문제